# Klass A 1957 (pallacanestro)
La Klass A 1957 è stata la 23ª edizione del massimo campionato sovietico di pallacanestro maschile. La vittoria finale è stata appannaggio dell'ASK Rīga.

## Classifica
|  |     | Squadra                | G  | V  | P  | PF   | PS   | PF/PS | Pt |
|  | --- | ---------------------- | -- | -- | -- | ---- | ---- | ----- | -- |
|  | 1.  | Rīgas ASK              | 22 | 18 | 4  | 1638 | 1368 | +270  | 36 |
|  | 2.  | CSK MO Mosca           | 22 | 17 | 5  | 1490 | 1311 | +179  | 34 |
|  | 3.  | Dinamo Mosca           | 22 | 17 | 5  | 1428 | 1274 | +154  | 34 |
|  | 4.  | Žalgiris Kaunas        | 22 | 14 | 8  | 1399 | 1312 | +87   | 28 |
|  | 5.  | Dinamo Tbilisi         | 22 | 14 | 8  | 1340 | 1240 | +100  | 28 |
|  | 6.  | Burevestnik Leningrado | 22 | 12 | 10 | 1418 | 1424 | -6    | 24 |
|  | 7.  | Burevestnik Alma-Ata   | 22 | 9  | 13 | 1186 | 1259 | -73   | 18 |
|  | 8.  | Sverdlovsk             | 22 | 9  | 13 | 1328 | 1423 | -95   | 18 |
|  | 9.  | Spartak Mosca          | 22 | 8  | 14 | 1364 | 1560 | -196  | 16 |
|  | 10. | Spartak Rīga           | 22 | 7  | 15 | 1349 | 1411 | -62   | 14 |
|  | 11. | SKIF Kiev              | 22 | 4  | 18 | 1368 | 1580 | -212  | 8  |
|  | 12. | Kalev Tartu            | 22 | 3  | 19 | 1396 | 1542 | -146  | 6  |

## Squadra vincitrice
|  | Naz.                        | Ruolo | Sportivo             | Anno | Alt. |  |  |
|  | --------------------------- | ----- | -------------------- | ---- | ---- |  |  |
|  | Unione Sovietica (bandiera) |       | Jānis Dāvids         |      |      |  |  |
|  | Unione Sovietica (bandiera) | A     | Oļģerts Hehts        |      |      |  |  |
|  | Unione Sovietica (bandiera) | C     | Jānis Krūmiņš        | 1930 | 220  |  |  |
|  | Unione Sovietica (bandiera) |       | Aivars Leončiks      |      |      |  |  |
|  | Unione Sovietica (bandiera) | G     | Valdis Muižnieks     | 1935 | 183  |  |  |
|  | Unione Sovietica (bandiera) | A     | Gunārs Siliņš        | 1928 |      |  |  |
|  | Unione Sovietica (bandiera) |       | G. Tavars            |      |      |  |  |
|  | Unione Sovietica (bandiera) |       | A. Tulbis            |      |      |  |  |
|  | Unione Sovietica (bandiera) | P     | Maigonis Valdmanis   | 1933 | 180  |  |  |
|  | Unione Sovietica (bandiera) | A     | Ivars Vērītis        |      |      |  |  |
|  | Unione Sovietica (bandiera) | ALL   | Aleksandr Gomel'skij | 1928 | 168  |  |  |